# 柳元景
柳元景（406年—465年9月18日），字孝仁，河东郡解县（今山西省运城市临猗县）人，南朝宋軍事人物，曾參與元嘉北伐、討伐劉劭及劉義宣等戰事，屢建功勳。官至尚書令，並成為宋前廢帝顧命大臣，但因圖謀廢黜前廢帝而被誅殺。

## 生平
柳元景一家從曾祖柳卓起南渡，居於襄陽（今湖北襄陽），他及元景父祖都在南方出仕任官。自幼學武的元景亦曾數度跟父親柳憑一同討伐蠻族，以勇猛見稱。柳元景性格寡言而有才識，故得到荊州刺史謝晦賞識並延攬他，但元景未及出發謝晦就遭宋文帝討伐而敗死。不過，雍州刺史劉道產也珍惜其能力，只因元景當時尚在守父喪而未便任命。不過當時的荊州刺史江夏王劉義恭卻徵召柳元景，道產亦無法強留元景，只好向其表明自己心意。元景於喪期過去後任江夏國中軍將軍，後曾轉為殿中將軍，又轉司空行參軍，並因義恭先後升任司徒及太尉，兩度隨府轉任城局參軍。宋文帝見過元景後也稱許他。

### 受命討蠻
劉道產於元嘉十九年（442年）去世後，原本歸化並於沔水沿岸聚居的蠻族又起事，至武陵王劉駿於元嘉二十二年（445年）出任雍州刺史時蠻族問題仍未解決。義恭也就以柳元景有軍事才能，派他為虎威將軍、隨郡太守。元景到郡後，蠻族阻斷驛道，打算進攻郡城，而當時隨郡不論武器和糧食都不足。元景招集了約六、七百人，其中選了五百人出屯驛道。當時有人認為郡城將受攻擊，不宜再分散兵力，但元景就認為派重兵出城，蠻族不會想到城內兵少，且他就打算兩路夾擊。蠻兵來時，元景命驛道的五百人作好守備，自己就率其他兵力偷偷移動到蠻兵後方，和驛道守軍以火為記號。最終火一舉起，蠻兵遭到前後夾擊，在驚懼之下潰敗，有千多人墮進鄖水中溺死，元景部隊也俘殺了數百人，遂令隨郡安穩下來，再無蠻族襲擊。元景接著又曾與朱脩之討蠻，又跟過沈慶之進討鄖山蠻，又轉劉駿的安北中兵參軍。元嘉二十六年（449年），隨王劉誕上任雍州刺史，元景調任其後軍中兵參軍。元景又在沈慶之的帶領下與宗愨、劉顒、馬文恭等領二萬多人討伐盤據在沔北山嶺中的蠻族，成功大敗並逼降蠻族

### 元嘉北伐
元嘉二十七年（450年），宋文帝再發北伐，命令各方鎮都出兵攻魏。當年八月，劉誕加柳元景建威將軍，讓其總統薛安都、庞法起、尹顯祖及魯方平等兵分別進攻貲谷（今河南盧氏縣南）、盧氏（今河南盧氏縣）及魯陽（今河南魯山）。當時後軍外兵參軍龐季明以其關中豪族身份招引北方士民，得盧氏人趙難支持，弘農豪族亦有響應他。因著龐季明的招攬，薛安都等人於十月進兵白亭（今河南淅川縣白亭鄉），当时柳元景还没进军。庞法起率领鲁方平、薛安都等各路军队向前经发，从修阳亭向熊耳山前进。庞季明推进到高门木城，恰逢北魏永昌王拓跋仁进入弘农郡，于是返回到卢氏县，占据险要之地防守。當月元景才自襄陽出兵繼援。閏十月，安都等人攻陷盧氏，殺魏盧氏令李封，並在趙難的嚮導下繼續北進。元景當時只到臼口，以前鋒深入而命尹顯祖入援盧氏，自己亦以軍糧不足以打持久戰而領軍登百丈崖，經溫谷速至盧氏。當元景至熊耳山時，薛安都已在弘農，龐法起亦已佔據潼關（今陝西潼關縣），龐季明則兵向陝城（今河南陝縣）。
十一月，元景至弘農，在開方口設營，詔以元景為弘農太守，准設置屬吏佐官。元景到弘農後即命一直留在弘農的薛安都聯同尹顯祖增援在攻陝縣的龐季明，不過陝縣因為魏軍增援關係，一直無法攻下。同時，宋軍糧食亦將盡，元景那時正在徵集糧食，收到前線有魏軍增援的消息後即命軍副柳元怙率二千步騎增援，元怙用了一晚就趕赴陝縣，並助安都等軍成攻大破魏軍，攻下陝縣。元景在戰後清晨騎馬趕到，看見投降被俘的魏軍有很多是河內郡人，就詰責他們：「你們埋怨帝王的恩澤沒滋潤你們，都為北虜拼盡力量，你們就是沒有良善的心。歸順的得救存活，隨惡的誅殺滅絕，帝王的軍隊就是這樣了。」俘虜都說：「暴虐的北虜驅馳役我們，後出的都要被滅族，更加用騎兵在後趕著步兵，未開戰就有人死了，這都是將軍親眼所見，我們沒敢背棄中國呀。」當時諸將打算殺俘，但元景為了讓宋軍存仁義之聲，都將他們釋放。元景等軍取勝的消息令關中地區有人起兵嚮應北伐，不過元景礙於糧食已盡，只有退守白楊嶺，見魏軍未至就下山進據湖關口，並試圖進攻魏泰州刺史杜道生。不過，當時作為北伐主力的王玄謨等軍進攻滑臺（今河南滑縣）失敗，由魏太武帝率領的大軍更乘勢南下，宋文帝遂下令元景等班師，元景於是自湖關退返白楊嶺，經長洲南歸。後元景除授寧朔將軍、京兆廣平二邵太守，並在樊城建立府舍，讓他的軍隊都駐在那裏，統行北蠻事。
元嘉二十八年（451年），北伐結束，臧質代任雍州刺史，以元景為冠軍司馬、襄陽太守。元嘉二十九年（452年），宋文帝再行北伐，柳元景與薛安都再度北進，攻破潼關，接著進兵洪關（今河南靈寶縣西南），意圖渡河攻擊蒲阪（今山西永濟縣）；可是元景再因東線進攻碻磝（今山東茌平西南）的宋軍久攻不下，被逼撤軍而只好退兵，結束北伐。不過柳元景兩度北伐，且都有戰績，聲威已聞名國外。

### 兩平內亂
元嘉三十年（453年）初，元景領兵進至西陽，隨武陵王劉駿討伐五水蠻，此時太子劉劭發動政變篡位，劉駿起兵討伐，便以元景為自己的諮議參軍，領中兵，並以襄陽太守加冠軍將軍。柳元景當時統領宗愨及薛安都等十三支部隊共萬人作為前鋒直指建康。元景對於部隊中戰船細小簡陋，很擔心水戰會敗陣，可是劉劭在劉義恭影響下竟沒有派水軍阻截，元景順利到達蕪湖（今安徽蕪湖）後即十分高興，命部隊加速行軍，直至知道石頭城有戰艦才命部隊在江寧登岸，於板橋立柵自守。元景接著進據陰山，命薛安都領騎兵移駐秦淮河南岸，自己在四月二十一日（5月14日）偷偷率部佔領新亭（今江蘇南京市南），並依山建壘，據險防守。當時一直都有人自劉劭一方叛歸，並勸元景速速進兵，不過元景說：「這不對。正當性是難以恃仗的，一同作惡的反能互相扶持，輕率進軍而忽略防守，這實在是幫助賊寇。應當倚仗的是我方的不可戰勝，怎能期望賊寇不戰自敗呢。」二十二日（5月15日），劉劭錯過了在元景柵壘未建好的時機進攻，待攻至時因無攻城器具而只能命士兵硬攻，不過攻勢亦相當猛烈，元景只能指令各軍沉著應戰，等待時機一鼓作氣反擊。當時劉劭軍隊都拼命作戰，元景水陵兩面都受到攻擊，但仍很有戰意，麾下壯士都全部派出去作戰，只留幾人在側做傳訊工作。就在元景的壘柵快被攻下之時，劭將魯秀忽然讓軍隊停下來，元景見時機已到，立即下令開營壘，嗚戰鼓作反擊，一舉大敗劉劭軍。在朱雀橋督戰的劉劭見狀即自己領兵進攻，但遭元景大敗，兵員死傷更比上一戰慘重，只好撤退。當時劉簡之未隨劉劭等軍潰退，只是勒兵結陣，元景遂出兵進攻，劉簡之軍退走，終在死馬澗斬劉簡之等人。
二十七日（5月20日），劉駿於新亭即位為帝，即宋孝武帝，以柳元景為侍中，領左衞將軍。在戰前，孝武帝曾在巴口問元景待戰事結束後想做甚麼，元景則表示想回到家鄉，故孝武帝在五月攻下建康，消滅劉劭後，於五月十六日（6月8日），轉柳元景為使持節、監雍梁南北秦四州荊州之竟陵隨二郡諸軍事、前將軍、寧蠻校尉、雍州刺史。不過，討伐劉劭期間臧質想推舉易於控制南譙王劉義宣，暗中寫信通報元景想要他領軍西還，不過元景卻將書信轉送給孝武帝，表示臧質可能不知道孝武帝已經起兵，表明不會西還，臧質對此十分不滿。而戰後臧質及義宣分任江、荊兩州刺史，不想柳元景在雍州成為後患，於是對孝武帝稱爪牙不應該外鎮遠地，促使孝武帝食言，在六月初七日（6月28日）調元景為護軍將軍，領石頭戍事。但元景不拜，遂於閏六月初二日（7月23日）轉為領軍將軍，加散騎常侍，以功封曲江縣公，食邑三千戶。
孝建元年（454年），劉義宣、臧質與豫州刺史魯爽起兵反抗孝武帝，柳元景奉命討伐，加撫軍將軍，假節置佐，作為討伐前鋒王玄謨的後繼。三月，元景再以撫軍將軍重授上一年四州二郡都督、寧蠻校尉及雍州刺史職位。當時王玄謨在梁山洲（今安徽和縣南）兩岸結壘抵抗，柳元景則留屯采石（今安徽馬鞍山市西），但王玄謨見臧質等軍強盛，於是請求增兵，孝武帝遂命元景進兵姑孰（今安徽當塗）；但臧質等軍猛攻之下攻破了西壘，令王玄謨寫信請求退兵姑孰，與元景大軍合力抗敵。元景並拒絕了王玄謨的請求，更圖率領大軍開赴前鋒增援，垣護之則稱對方都以為姑孰大軍有三萬人之多，但實際數字只有十分之一，這樣全力增援反而會讓敵軍知道軍隊實情，壯大了對方士氣。元景認同，於是就挑選了精兵給垣護之帶去前線，留下羸弱士兵守姑孰，並且在前赴時故意大張旗幟，造成軍容盛大的假象，振奮前線士氣，最終亦成功討滅劉義宣及臧質。
戰事平息後，柳元景進撫軍大將軍，開府儀同三司，改封晉安郡公，但元景辭讓開府儀同，不久在八月初六日（454年9月13日）以本號復任領軍將軍、太子詹事，加侍中。孝建三年（456年），轉驃騎將軍、本州大中正，仍兼領軍將軍及侍中。大明二年（458年）再加開府儀同三司，又辭讓，至大明三年（459年），轉任尚書令，太子詹事，仍兼侍中及大中正，並改封巴東郡公。大明五年，加左光祿大夫、開府儀同三司，元景再辭讓開府。大明六年（462年），孝武帝又進元景為司空，但元景辭讓，遂於大明七年（463年）改授侍中、驃騎大將軍、南兗州刺史，留守京師。

### 謀泄受戮
大明八年（464年），孝武帝去世，臨終時命柳元景與劉義恭、顏師伯、沈慶之及王玄謨同受顧命。宋前廢帝即位後加元景尚書令。孝武帝生性嚴苛凶暴，柳元景雖然有高功勳，但也常常提心吊膽，眾大臣亦不敢私下往來，以免招禍。孝武帝死後，元景、義恭等大臣都相顧而言：「今日終於可以免於橫死了。」高興得夜以繼日地喝酒玩樂。宋前廢帝即位以後，尚書要事仍然由孝武帝生前寵信的戴法興主掌，義恭等人雖為顧命大臣，亦不敢違逆法興，故雖握權但實際上是掛名；不過，宋前廢帝卻欲親政，於永光元年（465年）殺掉了戴法興，此後其凶狠殘暴的本性更展露無遺。面對如此狀況，義恭遂與元景及顏師伯共謀廢黜前廢帝，改立義恭，但謀劃了很久都未能作最終決定。期間，柳元景將計謀告知了沈慶之，但沈慶之自度與義恭並不親善，更記恨顏師伯輕視自己，遂向前廢帝揭發他們。八月十三日（9月18日），前廢帝親自率領禁軍宿衞去收捕他，事先先下詔召見元景，元景左右跑來告知有異動，元景亦心知禍劫將至，只好穿好朝服，坐車應召。出門時碰上弟弟柳叔仁，他聞訊正欲帶著十多個壯士反抗皇帝，元景苦苦勸止他。車才走出巷就遇上前廢帝的部眾，元景下車受死，神情安然。享年六十歲。
同年年末，前廢帝為宋明帝黨眾殺死，明帝即位後追贈元景使持節、都督南豫江二州諸軍事、太尉，贈班劍三十，羽葆、鼓吹一部，追諡為忠烈公。

## 性格特徵
- 柳元景是將領出身，後期長居朝內，參與政務，實在並非他所長，不過都獲高雅的美名。而其時的重臣很多都用心經營自己的產業，只有元景沒有這樣做，一次看守元景數十畝菜田的守園人將園中的菜賣掉，得到二萬錢，將之送回柳元景府上，但元景認為設菜田種菜只為供給其家食用，不應賣菜取錢，奪百姓之利，將錢送給守園人。
- 元景年輕時生活貧苦，一次經過大雷時遇到一個自稱會看相的老人，老人說他會大富大貴，位至三公，元景不信，以為是作弄他，說：「人生免於飢餓捱凍已經很幸運了，怎還期望富貴。」老人說：「你以後會記得我這番話的了。」元景顯貴後，打算尋找老人，但找不到。[20]

## 家庭

### 弟
- 柳僧景
- 柳僧珍、与元景同被杀
- 柳叔宗、字双驎，早卒
- 柳叔政
- 柳叔珍
- 柳叔仁、梁州刺史，黃門郎，封宜陽侯，与元景同被杀

### 子
- 柳庆宗，有勇力，但性情不倫，被孝武帝赐死。
- 柳嗣宗，與元景一同被殺，有遺腹子柳纂免於誅殺
- 柳紹宗，與元景一同被殺
- 柳茂宗，一作柳共宗，與元景一同被殺
- 柳孝宗，與元景一同被殺
- 柳文宗，與元景一同被殺
- 柳仲宗，與元景一同被殺
- 柳成宗，與元景一同被殺
- 柳秀宗，一作柳季宗，與元景一同被殺
- 柳承宗，元景遺腹子，免於誅殺

## 延伸阅读
[在维基数据编辑]
 《宋書/卷77》，出自沈约《宋书》
 《南史·卷38》，出自李延壽《南史》